# Gustavo Fruet
Gustavo Bonato Fruet (Curitiba, 18 de abril de 1963) é um advogado e político brasileiro, filiado ao Partido Democrático Trabalhista (PDT). Filho de Maurício Fruet, ex-prefeito de Curitiba, foi prefeito da cidade de Curitiba e deputado federal pelo Paraná. 

## Vida

### Família
Descendente paterno e materno de italianos, é filho de Maurício Roslindo Fruet e Ivete Ana Bonato Fruet.

### Formação acadêmica
Formado em Direito pela Universidade Federal do Paraná (UFPR), especializou-se em Direito Penal, possuindo ainda os títulos de Mestre em Direito Público e de Doutor em Direito das Relações Sociais, também pela UFPR.

## Trajetória política
Fruet ingressou na política em 1995, quando tornou-se vice-presidente da Comissão de Ética do PMDB em Curitiba, posto que ocupou até 1998.
Em 1996, foi pela primeira vez eleito vereador de Curitiba, pelo partido de seu pai. Após cumprir dois anos de mandato, iniciou sua trajetória como deputado federal, quando, substituindo Mauricio Fruet, falecido poucos dias antes das eleições, elegeu-se pela primeira vez, com o segundo maior número de votos no ano, ao todo 45.929.
Em 2002, reelegeu-se para o cargo com 105.166 votos.

### Desligamento do PMDB e ingresso no PSDB
Em 2004, a cúpula do PMDB negou a Fruet legenda para a disputa da Prefeitura de Curitiba, escolhendo por apoiar Ângelo Vanhoni, candidato do PT, desde o primeiro turno. Fruet, que ocupara a presidência estadual peemedebista em 2003, optou por se desligar do partido, com o qual mantinha vínculo desde 1991, por entender que este deveria lançar candidatos próprios às prefeituras dos grandes municípios brasileiros, consolidando-se, assim, como uma alternativa consistente para o eleitorado.
Pouco tempo depois, o deputado escolheu apoiar Beto Richa no pleito que disputaria e filiou-se ao PSDB, aumentando a bancada deste partido na Câmara. Em 2006, chegou a sua segunda reeleição para o cargo, com 210.674 votos, que fizeram dele o deputado federal mais votado do Paraná.
Nas eleições de 2012, foi eleito prefeito de Curitiba pelo PDT para a gestão 2013-2016.

### Atividade parlamentar
Na Câmara, Fruet propôs 18 projetos de leis ordinárias, a maioria dispondo sobre mudanças na legislação eleitoral e alterações nos códigos civil e penal.
Em setembro de 2001, o curitibano presidiu a CPI do Proer, que perdurou por seis meses e objetivava esclarecer os caminhos do programa instituído no governo de Fernando Henrique visando a salvaguarda financeira das instituições bancárias.
Posteriormente, Fruet foi sub-relator de movimentações financeiras da CPMI dos Correios, que apurava delitos praticados por agentes públicos na empresa, e acabou desembocando no escândalo do mensalão.
Foi membro titular do Conselho de Ética, onde relatou o processo de cassação do deputado federal André Luiz. Também foi relator da proposta de regulamentação da Corregedoria Geral da Câmara.

#### Terceiro mandato na Câmara
No início de seu terceiro mandado, em 2007, Fruet foi candidato à presidência da Câmara dos Deputados, recebendo 98 votos da ala pró-moralização. À época, foi alvo de um dossiê de autor desconhecido que o acusava de ter obrigado funcionários a lhe repassar parte dos vencimentos, no período em que foi vereador de Curitiba.
Também em 2007, integrou a CPI da Crise Aérea, que apurava os problemas de gestão no sistema aeroportuário brasileiro e as causas dos recentes acidentes aéreos. Nesse mesmo ano, passou a ser membro titular da Comissão de Ciência e Tecnologia.
Segundo levantamento feito pela ONG Transparência Brasil, foi em 2008 o único deputado federal paranaense a comparecer a 100% das sessões da Câmara.
Em 2009, participou da CPI das Escutas Telefônicas Clandestinas, que investigou o uso de escutas ilegais e o vazamento de grampos legais por empresas de telefonia, e foi o segundo deputado federal mais votado pelos jornalistas que trabalham na Câmara no Prêmio Congresso em Foco, que objetiva reconhecer os melhores parlamentares do ano, perdendo para o deputado Chico Alencar (PSOL-RJ).
Na lista anual dos 100 parlamentares mais influentes do Congresso no ano anterior, feita pelo Departamento Intersindical de Assessoria Parlamentar (DIAP) e divulgada em maio de 2010, Gustavo foi um dos três deputados paranaenses relacionados, juntamente com Abelardo Lupion (DEM) e Luiz Carlos Hauly (PSDB).

### Eleição para o Senado em 2010
Ainda filiado ao PSDB, Fruet conquistou 2.502.805 (ou 23,1% dos votos válidos) e ficou em terceiro lugar na eleição para o Senado Federal, atrás de Gleisi Hoffmann do PT e Roberto Requião do PMDB.

### Desligamento do PSDB e ingresso no PDT
Em 2011, desejando a prefeitura de Curitiba e não obtendo apoio de seu partido, que optou por apoiar Luciano Ducci, Fruet deixou o PSDB.
Após longas negociações com diversos partidos, como o PV, Fruet oficializou filiação ao PDT em 28 de setembro de 2011.

### Eleições de 2012
Em 28 de outubro de 2012 foi eleito Prefeito de Curitiba pela coligação "Curitiba Quer Mais", formada por PDT, PV e PT, com 60,65% dos votos válidos no segundo turno, derrotando o candidato Ratinho Junior.

### Prefeitura de Curitiba
Gustavo Fruet assumiu o Palácio 29 de Março no dia 1 de janeiro de 2013, com mandato previsto até 31 de dezembro de 2016. A cerimônia de entrega do termo de posse foi realizada no Palácio Rio Branco sob presidência do Vereador Cristiano Santos. Durante a transição de governo, Fábio Dória Scatolin professor do Departamento de Economia da Universidade Federal do Paraná, foi escolhido pelo pedetista para coordenar a equipe.

### Eleição de 2016
Fruet foi candidato a reeleição, com apoio da coligação Curitiba Segue em Frente, formada pelo PDT, PRB, PTB, PPS e pelo Partido Verde e recebeu 20,03% dos votos válidos, não conseguindo passar para o segundo turno das eleições.

## Desempenho em eleições
| 1996 | Municipal de Curitiba | Sem coligação                                                                       | PMDB | Vereador         | 4.770     | Eleito     |
| 1998 | Estadual do Paraná    | Mais Paraná (PMDB, PDT, PT, PV, PCB, PCdoB, PAN, PMN, PSN, PRTB)                    | PMDB | Deputado federal | 91.866    | Eleito     |
| 2002 | Estadual do Paraná    | Sem coligação                                                                       | PMDB | Deputado federal | 105.108   | Eleito     |
| 2006 | Estadual do Paraná    | Sem coligação                                                                       | PSDB | Deputado federal | 201.674   | Eleito     |
| 2010 | Estadual do Paraná    | Novo Paraná (PSDB, PP, DEM, PSB, PTB, PPS, PRB, PHS, PMN, PRP, PSDC, PSL, PTC, PTN) | PSDB | Senador          | 2.502.805 | Não eleito |
| 2012 | Municipal de Curitiba | Curitiba Quer Mais(PDT, PT, PV)                                                     | PDT  | Prefeito         | 597.200   | Eleito     |
| 2016 | Municipal de Curitiba | Curitiba Segue em Frente (PDT, PRB, PTB, PPS, PV)                                   | PDT  | Prefeito         | 186.067   | Não eleito |
| 2018 | Estadual do Paraná    | Paraná: emprego, educação e combate a corrupção (MDB, PDT, SD, PCdoB)               | PDT  | Deputado federal | 113.252   | Eleito     |
| 2022 | Estadual do Paraná    | Sem coligação                                                                       | PDT  | Deputado federal | 47.565    | Não eleito |